# سليمان الخياط
أبو أيوب سليمان بن أيوب بن الحكم الخياط البغدادي عرف بصحبة البصري المقرئ الثقة. أحد أصحاب القراءات الشاذة، فقد قراء القران الكريم عن يحيى اليزيدي.

## سيرته
ذكره الذهبي ضمن علماء الطبقة السادسة من حفاظ القرآن، كما ذكره ابن الجزري ضمن علماء القراءات. تلقى أبو أيوب القرآن على خيرة العلماء٬ يقول ابن الجزري: «قرأ أبو أيوب على اليزيدي». عرض على أبي عبد الرحمن عبد الله بن اليزيدي، تلقى القرآن على أبي أيوب عدد كثير من القراء٬ منهم: أحمد بن حرب المعدل٬ وإسحاق بن مخلد الدقاق٬ وعلي بن أحمد بن مروان٬ وبكر بن أحمد السراويلي٬ والسري بن مكرم٬ وعبد الله بن كثير المؤدب، وغيرهم. كان الخياط من الحفاظ الثقات٬ يقول يحيى بن معين: «أبو أيوب صاحب البصري ثقة صدوق٬ حافظ لما يكتب عنه».

## وفاته
توفي أبو أيوب سنة 235 هـ.